# Тессманн, Таннер
Фрэ́нсис Та́ннер Те́ссманн (англ. Francis Tanner Tessmann; 24 сентября 2001, Бирмингем, Алабама, США) — американский футболист, центральный полузащитник клуба «Олимпик Лион» и сборной США.

## Карьера

### Клубная карьера
Тессманн — воспитанник ФК «Даллас». Пришёл в академию клуба в 2016 году. В 2019 году начал привлекаться в фарм-клуб «Норт Тексас». В Лиге один ЮСЛ дебютировал 27 апреля 2019 года в матче против «Орландо Сити B». 11 мая 2019 года в матче против «Орландо Сити B» забил свой первый гол в карьере. В конце 2019 года Тессманн покинул академию «Далласа» ради поступления в Клемсонский университет, где собирался играть за команды по футболу и американскому футболу, на позиции кикера. Однако, 27 февраля 2020 года Тессманн предпочёл подписать профессиональный контракт с «Далласом» по правилу доморощенного игрока, рассчитанный до сезона 2022, с опцией продления на сезоны 2023 и 2024. В MLS дебютировал 29 февраля 2020 года в матче стартового тура сезона против «Филадельфии Юнион», отметившись голевой передачей.
15 июля 2021 года Тессманн перешёл в итальянский клуб «Венеция». По сведениям прессы сумма трансфера составила $4,1 млн. За «Венецию» он дебютировал 15 августа в матче первого раунда Кубка Италии 2021/22 против «Фрозиноне». В Серии A дебютировал 22 августа в матче стартового тура сезона 2021/22 против «Наполи». 11 декабря 2022 года в матче Серии B против «Козенцы» забил свой первый гол за «Венецию».
27 августа 2024 года Тессманн перешёл во французский «Олимпик Лион», подписав с клубом пятилетний контракт. Стоимость трансфера составила €6 млн ($6,7 млн). В Лиге 1 он дебютировал 30 августа в матче против «Страсбура», выйдя на замену в конце второго тайма.

### Международная карьера
В июне 2018 года Тессманн участвовал в тренировочном лагере сборной США до 18 лет.
30 августа 2019 года Тессманн был вызван в тренировочный лагерь сборной США до 20 лет, завершавшийся товарищескими матчами со сборными Хорватии до 20 лет 5 сентября и ОАЭ до 23 лет 9 сентября.
За сборную США Тессманн дебютировал 31 января 2021 года в товарищеском матче со сборной Тринидада и Тобаго, в котором вышел на замену во втором тайме вместо Эрона Эрреры.
В марте 2021 года Тессманн был включён в состав сборной США до 23 лет на Мужской олимпийский квалификационный турнир КОНКАКАФ 2020 вместо, получившего травму, Улиссеса Льянеса.
Значился в расширенной заявке сборной США на Золотой кубок КОНКАКАФ 2021 из 59-ти игроков, но в окончательный состав из 23-ти игроков не попал.
Тессманн был включён в состав олимпийской сборной США на Олимпийские игры 2024.

## Достижения
Командные
 «Норт Тексас»
- Чемпион Лиги один ЮСЛ: 2019
- Победитель регулярного чемпионата Лиги один ЮСЛ: 2019

## Статистика
| Выступление      | Выступление      | Выступление      | Лига | Лига | Кубок | Кубок | Континент | Континент | Прочие | Прочие | Итого | Итого |
| Клуб             | Лига             | Сезон            | Игры | Голы | Игры  | Голы  | Игры      | Голы      | Игры   | Голы   | Игры  | Голы  |
| ---------------- | ---------------- | ---------------- | ---- | ---- | ----- | ----- | --------- | --------- | ------ | ------ | ----- | ----- |
| Норт Тексас      | USL1             | 2019             | 14   | 1    | —     | —     | —         | —         | 2      | 0      | 16    | 1     |
| Норт Тексас      | Итого            | Итого            | 14   | 1    | —     | —     | —         | —         | 2      | 0      | 16    | 1     |
| Даллас           | MLS              | 2020             | 19   | 0    | —     | —     | —         | —         | 2      | 0      | 21    | 0     |
| Даллас           | MLS              | 2021             | 7    | 0    | —     | —     | —         | —         | —      | —      | 7     | 0     |
| Даллас           | Итого            | Итого            | 26   | 0    | —     | —     | —         | —         | 2      | 0      | 28    | 0     |
| Венеция          | Серия A          | 2021/22          | 20   | 0    | 3     | 0     | —         | —         | —      | —      | 23    | 0     |
| Венеция          | Серия B          | 2022/23          | 32   | 3    | 1     | 0     | —         | —         | 1      | 0      | 34    | 3     |
| Венеция          | Серия B          | 2023/24          | 37   | 6    | 1     | 0     | —         | —         | 4      | 1      | 42    | 7     |
| Венеция          | Итого            | Итого            | 89   | 9    | 5     | 0     | —         | —         | 5      | 1      | 99    | 10    |
| Олимпик Лион     | Лига 1           | 2024/25          | 2    | 0    | —     | —     | —         | —         | —      | —      | 2     | 0     |
| Олимпик Лион     | Итого            | Итого            | 2    | 0    | —     | —     | —         | —         | —      | —      | 2     | 0     |
| Всего за карьеру | Всего за карьеру | Всего за карьеру | 131  | 10   | 5     | 0     | —         | —         | 9      | 1      | 145   | 11    |